# Leopold Verhenne
Leopold Jozef Verhenne (Kortrijk, 28 augustus 1912 - 10 oktober 1995) was een Belgisch volksvertegenwoordiger.

## Levensloop
Na gestudeerd te hebben bij de Broeders Van Dale en in het Sint-Amandscollege in Kortrijk, werd Verhenne bediende bij christelijke sociale organisaties: in 1932 werd hij propagandist voor de Kristelijke Arbeidersjongeren in Kortrijk, in 1935 werd hij hulpsecretaris en van 1936 tot 1958 secretaris voor Kortrijk van het Gewestelijk Vakverbond, na 1945 werd hij voorzitter voor Kortrijk van het Provinciaal Vakverbond en van 1958 tot 1975 was hij voorzitter van het ACW in Kortrijk. Hij was ook lid van het Nationaal Bestuur van het Algemeen Christelijk Vakverbond.
Verhenne was gemeenteraadslid van Kortrijk van 1939 tot 1965. Hij was van 1947 tot 1977 voorzitter van het Kortrijkse OCMW.  
In 1958 werd hij voor de CVP verkozen tot lid van de Kamer van volksvertegenwoordigers voor het arrondissement Kortrijk en vervulde dit mandaat tot in 1974. In de periode december 1971-maart 1974 had hij als gevolg van het toen bestaande dubbelmandaat ook zitting in de Cultuurraad voor de Nederlandse Cultuurgemeenschap, die op 7 december 1971 werd geïnstalleerd en de verre voorloper is van het Vlaams Parlement.